# 태양은 가득히 (영화)
《태양은 가득히》(프랑스어: Plein soleil, 이탈리아어: Delitto in pieno sole)는 1960년 프랑스와 이탈리아의 범죄 스릴러 영화로, 르네 클레망 감독이 연출하였다. 퍼트리샤 하이스미스의 소설 《재능 있는 리플리 씨》를 각색한 영화로, 알랭 들롱이 주인공 톰 리플리 역을 맡았다.

## 줄거리
젊은 미국인 톰 리플리는 부유한 바람둥이 필립 그린리프를 설득해 집으로 돌아가 가업을 잇게 하라는 임무를 받고 이탈리아로 파견된다. 필립은 전혀 돌아갈 생각이 없고, 가난한 톰은 그의 호화로운 생활에 점점 빠져든다. 톰은 필립과 그의 약혼녀 마지에게 집착하며, 몽지벨로라는 해변 마을에서 필립의 삶을 빼앗고 싶어 한다. 필립은 점점 톰에게 잔인하게 대하고, 요트 여행 중 톰을 작은 보트에 내버려두고 떠나 햇볕에 장시간 방치하는 일까지 벌어진다.
이에 톰은 필립을 죽이고 그의 신분을 훔칠 계획을 세운다. 먼저, 마지가 필립의 부정행위를 알게 하고, 필립의 은행 기록을 확보해 그의 분노를 유발한다. 필립은 톰에게 돈을 제안하며 떠나라고 하지만, 톰은 더 큰 것을 원한다며 거절한다. 결국 톰은 필립을 살해하고 시체를 바다에 버리려다 사고로 함께 바다에 빠지지만 간신히 살아남는다.
몽지벨로로 돌아온 톰은 마지에게 필립이 떠나기로 했다고 거짓말을 하고, 로마로 가서 필립의 여권 사진을 자기 것으로 바꾸고 서명까지 위조한다. 이제 그는 필립의 재산, 신분, 삶을 완전히 가로채는 데 성공한다. 필립의 친구 프레디가 "필립"을 찾아오지만, 톰은 프레디가 진실을 의심하자 충동적으로 살해하고 시체를 유기한다. 이로 인해 경찰 수사가 시작되고, 톰은 필립이 살아있는 것처럼 꾸며 수사를 혼란스럽게 만든다.
톰은 여러 위기를 넘기며 경찰을 따돌리고 결국 필립의 유서를 위조해 모든 재산을 마지에게 넘기고, 자신은 마지를 유혹한다. 필립의 아버지가 도착해 유산을 정리하고 요트를 팔려던 순간, 바다에서 건져 올린 요트 프로펠러에 필립의 시체가 매달려 올라오면서 톰의 범행이 발각된다. 톰은 해변 카페에서 음료를 마시며 자신의 성공을 자축하지만, 곧 경찰에 체포될 함정으로 걸어 들어간다.

## 출연
- 알랭 들롱 - 톰 리플리
- 마리 라포레 - 마르주 뒤발
- 모리스 로네 - 필리프 그린리프
- 엘비르 포페스코 - 포포바 부인
- 에르노 크리사 - 리코르디 수사관
- 프랭크 래티모어 - 오브라이언
- 빌리 컨스 - 프레디 마일
- 아베 닝키 - 잔나
- 비비안 샹탈 - 벨기에 관광객
- 네리오 베르나르디
- 바르벨 팡제
- 릴리 로마넬리
- 니콜라 페트로브

## 한국어 더빙 성우진

### MBC (1992년 9월 26일)
- 박일 - 톰 (알랭 들롱)
- 최성우 - 마르주 (마리 라포레)
- 김석옥
- 한상혁
- 이성
- 이인성
- 곽대홍
- 홍혜정
- 김관철
- 김정신
- 박영화
- 이종혁
- 손원일
- 정미연

### KBS (1997년 9월 21일)
- 김승준 - 톰 (알랭 들롱)
- 차명화 - 마르주 (마리 라포레)
- 유동현 - 필립 (모리스 로네)
- 이윤선 - 릭코르디 (에르노 크리사)
- 이재용 - 프리디 (빌리 컨스)
- 유지영
- 최옥희
- 김새영
- 임성표
- 서광재